# Juan Pérez del Muro
Juan Pérez del Muro (México, 1895 - Barcelona, 1949) fue un cartelista, ilustrador, historietista y poeta mexicano, perteneciente a la primera generación de autores de cómic valenciano, junto a Luis Dubón y Enrique Pertegás.

## Biografía
Nacido en los Estados Unidos Mexicanos, Pérez del Muro se establece en España antes de 1919. Con el pseudónimo Saltiró, publicaría en revistas satíricas catalanas cómo Papitu o L'Esquella de la Torratxa, o a la infantil Fatty. En esa misma época, probablemente en 1918, ilustró la novela infantil de Kok (Eduard Coca Vallmajor) titulada Memòries d'un Putxinel·li.
A partir de los años 20, empezó a colaborar con la prensa valenciana. Primero en La Reclam y luego en las revistas hermanas La Reclam Cine y La Reclam Taurina, Muro firmó durante años trabajos variados: cabeceras, abecedarios, caricaturas y artículos satíricos ocupándose también de crear ilustraciones para los anunciantes de estos medios. Simultáneamente, realizó carteles para espectáculos taurinos y trabajos publicitarios. Más tarde colaboró con las revistas sicalípticas de la editorial Carceller, como La Traca.
En el ámbito de la historieta infantil, Juan Pérez publicó la serie Emocionantes aventuras de Churrete y Viruta en la revista Boby (1928), pero su obra más importante es Las aventuras de Colilla y su pato Banderilla (1932), publicada en Los Chicos, suplemento del diario El Mercantil Valenciano, que también maquetó. Esta es considerada una de las historietas más importantes del período.
Durante la guerra civil española, fue miembro de la Comisión de Propaganda de la CNT. Durante esos años, Muro firmó carteles de propaganda y trabajó en distintos proyectos editoriales de inspiración libertaria, ocupándose de diseñar cubiertas de libros, ilustrar algunos de ellos y elaborar varios prólogos. Como orador, dictó una conferencia titulada "Arte necesario y arte innecesario" que tuvo tanto éxito entre el público proletario como contestación en los ambientes culturales. También trabajó durante la contienda con la revista Fragua Social, diario de la Confederación Regional del Trabajo y con la cartelera teatral El Semáforo que se editaba en Valencia quincenalmente 
Al finalizar la guerra civil, Juan Pérez fue condenado a muerte y luego indultado, permaneciendo varios años en la prisión de San Miguel de los Reyes, en Valencia. A su salida, trabajó para la Editorial Valenciana, realizando el relato ilustrado Aventuras de Bolín y su perro Patachín y algunos cuadernos humorísticos, como los paródicos Tarazán de los Micos (1943), Cazando fieras bobas (1944) y La sombrilla (1944).